# Ірвінг Аллен
Ірвінг Аллен (ім'я при народженні Ірвінг Епплбаум, 24 листопада 1905 — 17 грудня 1987) — продюсер та режисер театру та кіно.
У 1948 році Аллен отримав премію Оскар за продюсування короткометражного фільму «Сходження на Маттерхорн» На початку 1950-х він створив кіностудію Warwick Films у партнерстві з Альбертом Брокколі, та переїхав до Великої Британії, щоб за допомогою субсидії, запропонованої британським урядом створювати фільми. У 1950-х роках кожен з них стає відомим як один з найкращих продюсерів незалежних фільмів того часу. Іноді, Аллен та Брокколі працювали в тандемі, але частіше за все над окремими проектами для своєї спільної компанії, таким чином створюючи кілька фільмів на рік.

## Біографія
Народився у Львові, що на той час перебував під владою Австро-Угорської імперії Габсбургів. Аллен потрапив у кінобізнес у 1929, працюючи монтажером на студіях Universal, Paramount та Republic. Протягом 1940-х він зробив низку короткометражних фільмів, серед яких «Сорок хлопчиків та пісня» , за який Аллен був номінований на премію Оскар як найкращий режисер. Його короткометражні фільми часто отримували більше визнання, ніж низькобюджетні повнометражні. Наприкінці 1940-х Аллен почав більше концентруватися на продюсерській діяльності.

### Warwick Films
На початку 1950-х, разом з молодшим партнером Альбертом Брокколі, Аллен засновує компанію Warwick Films, яка знімає кіно у США та Великій Британії. У 1957—1958 рр. його стосунки з Брокколі стали напруженим через сімейний негаразди Брокколі (його друга дружина важко захворіла, незабаром після усиновлення однієї дитини та народженням власної). Крім того, партнери мали суперечки щодо комерційного потенціалу екранізації серії романів проДжеймса Бонда. Брокколі був дуже зацікавлений у цьому проєкті, вважаючи, що можна бути зробити цілу серію висококласних фільмів, в той час як Аллен не бажав експериментувати. Партнери окремо зустрічались з автором Бонда Яном Флемінгом у 1957 році. Під час однієї з низ Аллен образив Флемінга, заявивши, що його романи не підходили навіть для екранізації на телебаченні. Після останньої зустрічі Брокколі з Флемінгом було прийнято рішення почати роботу над екранізацією «Доктора Ноу», яка мала стати першою стрічкою нової компанії Eon Productions .
Таким чином, проюдсерський дует припинив свє існування наприкінці 1960 року Пізніше Брокколі заснував компанії Danjaq та Eon Productions разом із своїм новим партнером Гаррі Зальцманом, з яким вони продовжували створювати новій фільми про Джеймса Бонда, а Аллен почав займатись сольними проектами.

### Метт Гелм
Кілька років потому, побачивши успіх фільмів про Джеймса Бонда, Аллен вирішив створити власний шпигунський серіал. Він придбав права на екранізацію серії книг Дональда Гамільтона про Метта Гелма. Аллен спродюсував такі фільми Метта Гелма, як «Глушники» (1966), «Серія вбивств» (1966), «Засідники» (1967) та «Команда руйнівників» (1969).
У липні 1967 року Аллен сказав: «На цьому етапі кар'єри мені цікаво лише заробляти гроші. Мене не цікавлять хороші відгуки, адже я вже отримував їх у своєму житті. Я лише зосереджений на тому, щоб найбільша кількість людей потрапила у кінотеатри на мої фільми.»
«Я робив практично все», — сказав він. «Немає нічого такого, чого я не зробив у кінобізнесі. Єдине, чого я не можу робити, це писати.»
Серія фільмів про Гелма мала один великий вплив на фільми про Бонда. Щоб Дін Мартін погодився зіграти Метта Гелм, Аллен повинен був зробити актора співпродюсером. В результаті, Мартін заробив більше грошей на фільмі «Глушники» (1966), аніж Шон Коннері після фільму про Бонда «Кульова блискавка» (1965). Коннері звернув на це увагу.

## Фільмографія
- Сорок хлопчиків та пісня (1941) (документальний фільм) — режисер
- Лавина (1946) — режисер
- Дивна подорож (1946) — режисер
- Сходження на Маттерхорн (1947) (документальний фільм) — режисер, продюсер
- Важке випробування (1947) — режисер, продюсер
- Глибина 16 сажнів (1948) — режисер, продюсер
- Людина на Ейфелевій вежі (1950) — продюсер
- Стежка вбивці (1951) — режисер, продюсер
- Нью-Мехіко (1951) — продюсер
- Червоний берет (1953) — продюсер
- Пекло нижче нуля (1954) — продюсер
- Чорний лицар (1954) — продюсер
- Золотий приз (1955) — виконавчий продюсер
- Герої з раковин (1955)
- Сафарі (1956) — продюсер
- Квітень у Португалії (1956) (короткометражка) — продюсер
- Одонго (1956) — виконавчий продюсер
- Зарак (1956) — виконавчий продюсер
- Гамма люди (1956) — виконавчий продюсер
- Інтерпол (1957) — продюсер
- Стріляй униз (1957) — продюсер
- Як вбити заможнього дядька (1957)
- Довгий шлях (1957)
- Високий політ (1957)
- День у Тринідаді (1957) (короткометражка) — виконавчий продюсер
- Не час вмирати (1958) — продюсер
- Людина всередині (1958) — продюсер
- Ідол на параді (1959) — продюсер
- Бандит Жобе (1959) — продюсер
- Вбивці Кіліманджаро (1959) — продюсер
- Джазовий човен (1960) — виконавчий продюсер
- Суд над Оскаров Вайльдом (1960) — виконавчий продюсер
- У Ніку (1960) — виконавчий продюсер
- Джонні Ніхто (1961) — виконавчий продюсер
- Гелліони (1961) — виконавчий продюсер
- Кораблі вікінгів (1964) — продюсер
- Чингісхан (1965) — продюсер
- Глушники (1966) — продюсер
- Серія вбивств (1966) — продюсер
- Засідники (1967) — продюсер
- Молотоголова (1968) — продюсер
- Команда руйнівників (1968) — продюсер
- Відчайдухи (1969) — продюсер
- Кромвель (1970) — продюсер
- Очевидець (1970) — виконавчий продюсер
- Метт Гелм (1975) (ТВ-серіал) — виконавчий продюсер